# Santa Maria a Vico
Santa Maria a Vico ist eine italienische Gemeinde (comune) mit 14.312 Einwohnern (Stand 31. Dezember 2023) in der Provinz Caserta in Kampanien. 
Die Gemeinde grenzt an die Provinz Benevento. Sie liegt etwa 12 Kilometer südöstlich von Caserta, 27 Kilometer nordöstlich von Neapel und 29 Kilometer westlich von Benevento.

## Geschichte
Santa Maria a Vico ist eine Gründung aus dem Zweiten Römisch-Samnitischen Krieg (Vicus Novanensis). Später wurde hier eine Wechselstation an der Via Appia (Ad Novas) eingerichtet. Mit dem Niedergang des Römischen Reiches wurde der Ort durch die Barbaren zerstört. Eine Blütezeit erlebte der Ort als Markt im Königreich Neapel.

## Verkehr
Durch die Gemeinde führt die Strada Statale 7 von Maddaloni nach Benevento. Ein Bahnhof wird von Zügen auf der Bahnstrecke Benevento–Cancello bedient.

## Gemeindepartnerschaften
Santa Maria a Vico unterhält Partnerschaften mit der spanischen Stadt Caspe in der Provinz Saragossa und mit der französischen Stadt Gaillac im Département Tarn.

## Einzelnachweise

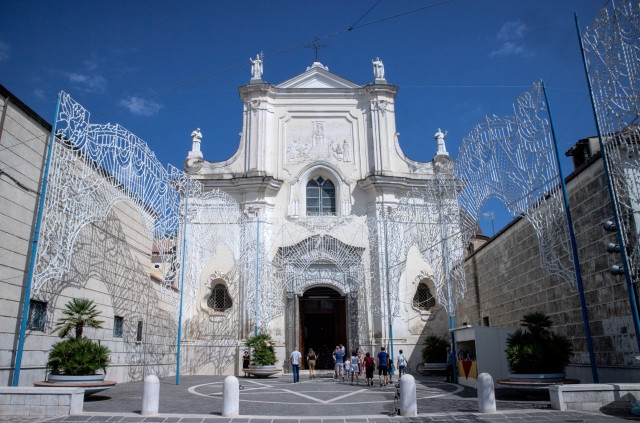
Basilika Santa Maria